# Juliusz Łukasiewicz (dyplomata)

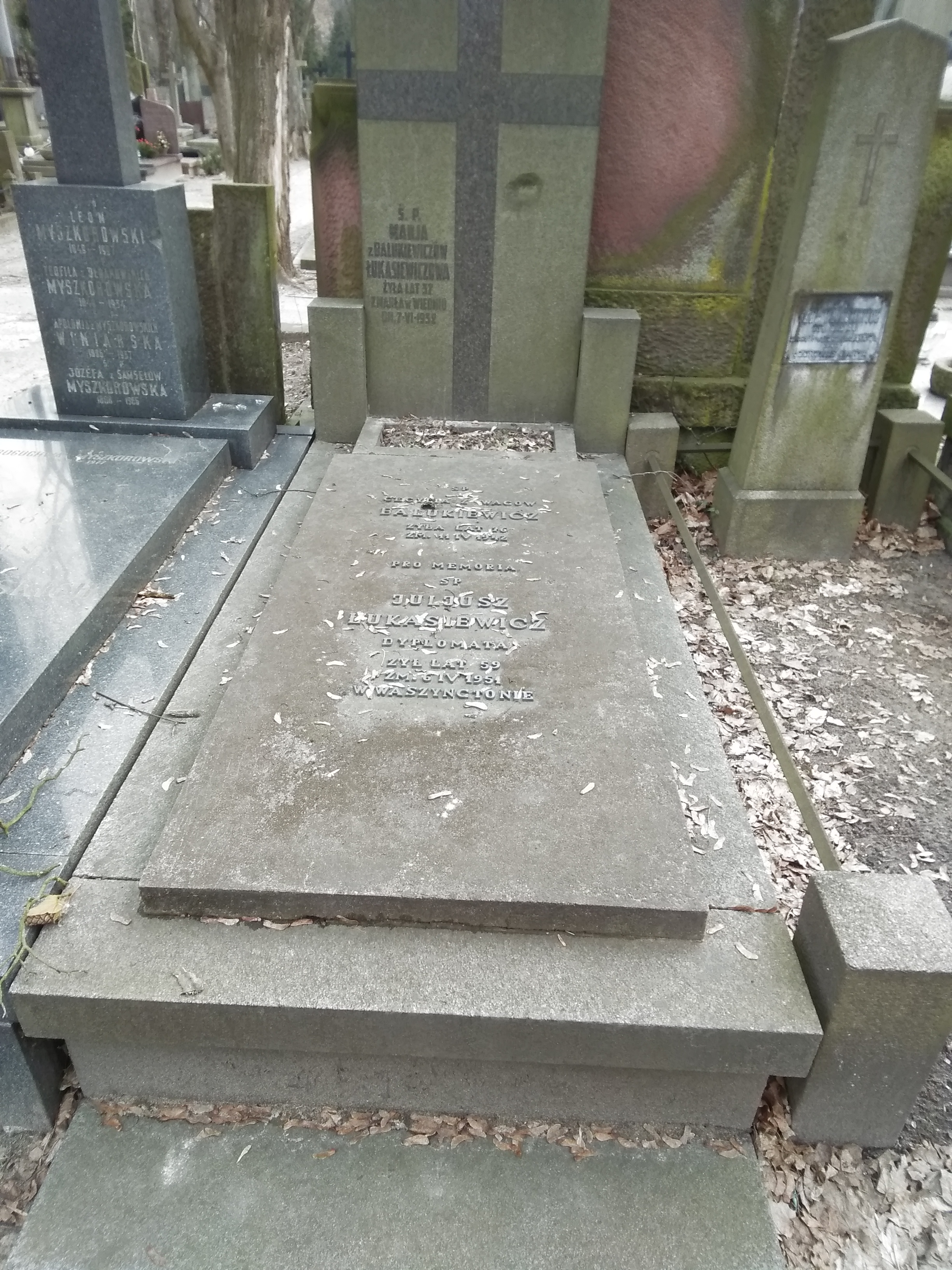
Grób Juliusza Łukasiewicza na cmentarzu Powązkowskim

Juliusz Łukasiewicz (ur. 6 maja 1892 w Sokołówce, zm. 6 kwietnia 1951 w Waszyngtonie) – polski działacz niepodległościowy, dyplomata, ambasador.

## Życiorys
Urodził się w rodzinie Feliksa (1860–1944) i Julii z Chmielewskich (1870–1959). Był bratem Kazimierza (ur. 1893), podpułkownika lekarza Wojska Polskiego.
Po ukończeniu gimnazjum w Żytomierzu podjął studia na Politechnice w Sankt Petersburgu, uczestniczył czynnie w działalności polskich organizacji niepodległościowych. Od 1914 roku w Polskiej Organizacji Wojskowej (POW). Po utworzeniu Polskiej Komisji Likwidacyjnej do spraw Królestwa Polskiego był sekretarzem osobistym prezesa Komisji Aleksandra Lednickiego, a następnie pierwszym sekretarzem Przedstawicielstwa Rady Regencyjnej w Moskwie, wolnomularz.
Po odzyskaniu niepodległości, w listopadzie 1918 r., wstąpił do służby dyplomatycznej II Rzeczypospolitej i w 1921 r. objął kierownictwo Wydziału Wschodniego Ministerstwa Spraw Zagranicznych, popierając projekt federacyjny Piłsudskiego. Od 1 września 1921 do 1 września 1922 r. był sekretarzem poselstwa RP w Paryżu, po czym wrócił na stanowisko naczelnika Wydziału Wschodniego MSZ. Od 16 maja do 1 sierpnia 1924 r. w składzie Delegacji RP przy Lidze Narodów, powrócił do centrali MSZ, awansując w 1925 r. na stanowisko dyrektora Departamentu Polityczno-Ekonomicznego MSZ. 12 października 1926 r. mianowany na posła RP w Rydze, misję sprawował do 23 stycznia 1929 r. Następnie do 22 maja 1931 r. dyrektor Departamentu Konsularnego. W latach 1931–1932 poseł RP w Wiedniu, w okresie 1933–1934 poseł w Moskwie, następnie od roku 1934 do 1936 ambasador polski w Moskwie (po wzajemnym podniesieniu rangi placówek do szczebla ambasad przez Polskę i ZSRR). Od 20 lipca 1936 – do 7 listopada 1939 ambasador Rzeczypospolitej w Paryżu.
W 1938 opublikował tom esejów pod tytułem Polska jest mocarstwem.
Po ataku Niemiec na Polskę we wrześniu 1939 r. bardzo energicznie domagał się od francuskich władz cywilnych i wojskowych wypełnienia zobowiązań sojuszniczych Francji wobec Polski określonych traktatowo i potwierdzonych ratyfikowaną 4 września 1939 r. konwencją wojskową. Był zaangażowany w zaprzysiężenie Władysława Raczkiewicza na prezydenta na uchodźstwie i to on polecił gen. Sikorskiemu dowództwo nad Wojskiem Polskim we Francji. Po utworzeniu na emigracji w Paryżu rządu Władysława Sikorskiego strona francuska wymusiła dymisję Łukasiewicza z funkcji ambasadora RP. Wyjechał do Wielkiej Brytanii, niedopuszczany do służby publicznej przez otoczenie gen. Sikorskiego.
Po dymisji stał się ostrą opozycją wobec rządu Sikorskiego. Po klęsce Francji, napisał w Londynie w lipcu 1940 r. list do prezydenta Władysława Raczkiewicza, w którym zarzucał generałowi Sikorskiemu wysłanie memoriału Stefana Litauera o utworzeniu 300-tysięcznej armii polskiej u boku ZSRR, zaprzepaszczenie jednostek Armii Polskiej we Francji, utraty złota Banku Polskiego, a także objęcie dwóch stanowisk – Prezesa Rady Ministrów i Naczelnego Wodza – w wyniku czego nie mógł wykonywać obowiązków państwowych. Memoriał Łukasiewicza był główną przyczyną przejściowego kryzysu rządowego w Rządzie RP na uchodźstwie, gdy prezydent udzielił dymisji gen. Sikorskiemu z funkcji premiera, lecz następnego dnia powołał ponownie Sikorskiego na to stanowisko pod naciskiem grupy oficerów polskich oraz po nieudanej próbie powołania rządu przez Augusta Zaleskiego.
Po II wojnie światowej Łukasiewicz pozostał na emigracji. Był m.in. prezesem piłsudczykowskiej Ligi Niepodległości Polski, wiceprzewodniczącym III Rady Narodowej, wiceprezesem Instytutu Badania Spraw Międzynarodowych w Londynie (1947–1950) i działaczem Zespołu Piłsudczyków. Od grudnia 1947 r. przebywał w Stanach Zjednoczonych, próbując zjednywać sobie amerykańskich polityków. Za prezydentury Augusta Zaleskiego był wśród jego stronników. W 1950 roku wyjechał do USA ponownie, jednak nie zdołał zainteresować administracji sprawami polskimi i wiosną następnego roku informował władze emigracyjne w Londynie o porażce swojej misji. W tym okresie popadał także w depresję na skutek swojej bezsilności wobec amerykańskiej administracji, co zauważył m.in. Wacław Jędrzejewicz. Łukasiewicz miał obawiać się powrotu do Londynu, uznając swój wyjazd do USA za kompromitację. Zmarł śmiercią samobójczą ok. godziny 2:00 w nocy, powiesiwszy się w wynajmowanym mieszkaniu. Nie pozostawił listu samobójczego, co zrodziło bezpodstawne plotki o zabójstwie dokonanym przez sowieckie służby. Grób symboliczny znajduje się na cmentarzu Powązkowskim w Warszawie (kwatera 238-2-2).
Ojciec Juliusza.

## Ordery i odznaczenia
- Krzyż Komandorski z Gwiazdą Orderu Odrodzenia Polski (11 listopada 1936)[8][9]
- Krzyż Komandorski Orderu Odrodzenia Polski (2 maja 1923)[10][11][12]
- Krzyż Niepodległości – 16 marca 1933 „za pracę w dziele odzyskania niepodległości”[13][3][14]
- Medal Dziesięciolecia Odzyskanej Niepodległości[11]
- Odznaka Honorowa Polskiego Czerwonego Krzyża I stopnia (1935)[15]
- Komandor Krzyża Wielkiego Orderu Trzech Gwiazd (Łotwa)[16]
- Oficer Orderu Trzech Gwiazd (Łotwa)[11][16]
- Wielki Oficer Orderu Lwa Białego (Czechosłowacja)[11][16]
- Wielki Oficer Orderu Korony Rumunii (Rumunia)[11][16]
- Wielka Odznaka za Zasługi (Austria)[11][16]
- Oficer Orderu Legii Honorowej (Francja)[11][16]
- Order Krzyża Wolności II klasy (Estonia)[11][16]
- Krzyż Kawalerski I klasy Orderu Białej Róży Finlandii (Finlandia)[11][16]